# La Bataille de Corrin
La Bataille de Corrin (titre original : The Battle of Corrin) est roman de science-fiction de Brian Herbert et Kevin J. Anderson paru en 2004 puis traduit en français et publié en 2005.
Il s'agit du troisième tome d'une trilogie appelée Dune, la genèse qui précède la saga initiale de Dune mais également tous les autres écrits de Dune.

## Résumé
En 108 AG,, cinquante-six années après le sacrifice du commandant de l'Armée du Jihad Xavier Harkonnen, qui a projeté au cœur d'une étoile le vaisseau dans lequel il se trouvait avec le Grand Patriarche du Jihad Iblis Ginjo, cela après avoir appris l'implication de ce dernier dans la mort de Serena Butler ainsi que dans un trafic d'organes d'esclaves humains, le nom de Harkonnen est malheureusement frappé d'opprobre car nul à part Vorian Atréides ne connait les raisons qui avaient poussées Xavier à agir ainsi. Pendant cette période, un statu quo s'est installé entre les machines pensantes et les humains.
Sur Corrin, le robot indépendant Érasme tente depuis plusieurs années de créer un rétrovirus ARN de la peste, une idée qui lui avait été suggérée par Yorek Thurr, l'ancien commandant de la Jipol, la police du Jihad. Il se fait aider par Rekur Van, un ingénieur tlulaxa en biologie et génétique qui s'est enfui de Tlulax peu après la mort d'Iblis Ginjo pour se rendre sur Corrin afin de proposer ses services à Omnius. Leur but vient d'être atteint et le taux de mortalité effective du virus de quarante-trois pour cent laisse penser que sa diffusion entraînera une paralysie efficace de la Ligue des Nobles, les laissant vulnérables aux attaques des machines. Des missiles chargés du virus sont ainsi envoyés à destination de tous les mondes de la Ligue des Nobles.
Parmentier est une des premières planètes à être frappée par le virus de la peste. Raquella Berto-Anirul, petite fille de Vorian Atréides, et Mohandas Suk, tous deux médecins, aident du mieux qu'ils peuvent les très nombreux malades. Raquella parvient à la conclusion que l'épice provenant de la planète Arrakis a pour effet à la fois de renforcer l'immunité au rétrovirus et d'arrêter sa progression chez certaines personnes déjà infectées. Norma Cenva, à la tête de l'entreprise VanKee qui est la seule à importer l'épice, décide de la fournir gratuitement à tous les mondes de la Ligue. L'épice aide à réduire le taux de mortalité du virus mais des milliards d'êtres humains décèdent. La déléguée des sorcières de Rossak, Ticia Cenva, demi-sœur de Norma Cenva, met en place un programme de protection génétique pour toutes les populations de l'ensemble des planètes qui vise à construire une base de données à partir d'échantillons sanguins afin de préserver les caractéristiques génétiques des différentes planètes.
Pendant ce temps, Omnius met en place la deuxième phase de son plan : regrouper la quasi-totalité de ses vaisseaux sur Corrin puis les envoyer attaquer Salusa Secundus, la planète capitale de la Ligue, afin d'annihiler la résistance et l'espoir des humains. Le commandant militaire Quentin Butler, mari de Wandra Butler, une des trois filles d'Octa Butler, découvre par hasard un vaisseau d'Omnius qu'il arraisonne. Son inspection lui révèle les plans d'Omnius. Il se rend alors immédiatement sur Salusa Secundus pour dévoiler l'information au Parlement de la Ligue des Nobles. Un plan d'évacuation de la planète est mis en place et le commandant militaire Vorian Atréides propose un audacieux plan de contre-attaque : mettre en place le plus rapidement possible une flotte de vaisseaux spatiaux équipés de moteurs pouvant franchir l'espace plissé, les équiper de bombes nucléaires et les envoyer vers toutes les planètes sur lesquelles se trouvent une copie d'Omnius afin de les détruire. Le bilan humain de ce plan devrait être extrêmement lourd puisque tous les esclaves servant Omius sur ces planètes seront tués. De plus, les pertes dues au voyage à travers l'espace plissé sont de l'ordre de dix pour cent. Néanmoins, ce plan est le seul possible visant à anéantir Omnius avant que ses vaisseaux ne viennent attaquer Salusa Secundus.
Dans le même temps, les trois derniers Titans cymek, Agamemnon, Junon et Dante sont toujours pourchassés par Omnius. Ils se réfugient sur la planète Hessra et y tuent les cinq cogitors qui s'y trouvent. Le cogitor Vidad, qui se rend ensuite sur Hessra pour discuter avec ses semblables, découvre le massacre et choisit de rencontrer pour la deuxième fois Omnius afin de lui donner la localisation des trois Titans dans l'espoir que le « suresprit » les détruise. En guise de bonne foi, il révèle à Omnius le plan des humains visant à détruire toutes ses copies grâce aux vaisseaux spatio-plisseurs. Ce dernier rappelle alors tous ses vaisseaux sur Corrin afin de défendre le monde d'origine des machines pensantes.
L'armada des vaisseaux humains, après avoir détruit toutes les copies d'Omnius, se rend sur Corrin afin d'en finir avec le suresprit. Les humains découvrent avec stupeur que de nombreux vaisseaux robotisés sont de retour et protègent la planète, rendant toute attaque impossible. Ils mettent alors en place des satellites brouilleurs qui détruisent tout circuit gel passant à leur portée, empêchant ainsi les vaisseaux d'Omnius de quitter Corrin. Malgré le statu quo qui en découle, le Jihad butlérien prend officiellement fin.
En 88 AG, des vaisseaux décollent de Corrin, parviennent à percer le blocus des vaisseaux humains et ne semblent pas atteint par les brouilleurs, laissant penser qu'ils sont dirigés par autre chose que des circuits gel. Les vaisseaux se rendent sur Salusa Secundus et sur Rossak et y déversent des « mites piranhas », entités métalliques autonomes qui se nourrissent de chair humaine et de divers matériaux, créées d'après une idée proposée par Yorek Thurr. Les sorcières de Rossak parviennent à les exterminer en utilisant leurs pouvoirs psychiques. Sur Salusa Secundus, les mites font de très nombreuses victimes et il faut toute la ruse de Vorian Atréides et d'Abulurd Butler Harkonnen, troisième fils de Quentin Butler, pour trouver un stratagème permettant de s'en débarrasser.
Porce Bludd, un ancien ami de Quentin Butler, lui propose de se joindre à lui pour se rendre sur les planètes ravagées par les bombardements atomiques ayant abouti à la destruction des copies d'Omnius. Ces expéditions ont pour but de venir en aide aux humains rescapés qu'ils trouveront. Sur Wallach IX, Quentin Butler est capturé par Dante qui y avait été envoyé par Agamemnon pour conquérir cette planète. Dante le ramène sur Hessra et Agamemnon décide de le transformer en cymek afin que, séparé de son corps, il accepte de les aider à vaincre Omnius et les humains. Après qu'Agamemnon, Junon et Dante lui aient fait subir de nombreuses tortures et manipulations psychiques, Quentin leur révèle la faiblesse des boucliers Holtzman : l'utilisation d'un simple laser sur un de ces boucliers entraîne une explosion équivalente à une détonation atomique. Une confrontation avec quelques vaisseaux humains permet à Dante de vérifier cette affirmation. Les trois Titans, en compagnie de Quentin Butler, naviguant à proximité de Relicon, rencontrent une flottille de vaisseaux escortant Faykan Butler, le Vice-Roi. Quentin parvient à communiquer avec lui pour l'exhorter à désactiver son bouclier, ce que son fils finit par faire, sauvant ainsi sa vie ainsi que celles des passagers de tous les vaisseaux de sa flotte. Les humains s'enfuient, désormais au courant que Quentin Butler a été capturé et transformé en cymek. En apprenant cela, Vorian Atréides met au point un plan pour sauver son ami. Il se rend sur Hessra et parvient à faire croire à son père qu'il a choisi de se rallier à lui, en échange de son acceptation de se faire transformer en cymek. Il parvient à informer Quentin de son plan. Ce dernier tue Junon puis, alors que Dante s'enfuit dans un vaisseau spatial, il se sacrifie en faisant exploser son vaisseau contre celui de Dante. Vorian, quant à lui, tue son père Agamemnon. Les cymek restant en vie vont peu à peu mourir, du fait d'un mécanisme créé par Dante qui lie leur survie à celle d'un au moins des Titans.
Sur Rossak, le virus de la peste réapparaît, dans une version encore plus contagieuse et meurtrière. Raquella Berto-Anirul et Mohandas Suk s'y rendent rapidement, Raquella sur la planète pour venir en aide aux malades et Mohandas en orbite pour tenter de créer un vaccin. Raquella attrape peu après le virus et son sort semble scellé, nul n'ayant réussi survivre à cette nouvelle version plus létale. Mais Jimmak Tero, un « Mal-né » fils de Ticia Cenva, rejeté par celle-ci comme tous ses semblables déficients génétiques, transporte Raquella dans une grotte de Rossak dans laquelle il lui fait boire une eau qui la guérit de la peste et transforme son métabolisme en lui donnant la possibilité d'agir sur chacune de ses cellules. Quand Ticia Cenva, désespérée de voir une femme échapper à la peste alors que de nombreuses sorcières y ont succombé, l'empoisonne, elle s'en rend compte et réussit à décomposer le poison pour le rendre inopérant. Elle utilise sa voix qu'elle a transformée pour obliger Ticia à avouer sa tentative. Cette dernière se suicide ensuite en utilisant le même poison qu'elle a administré à Raquella. Raquella prend ensuite la place de Ticia à la tête des sorcières mais elle décide de changer leurs desseins, créant un ordre de sœurs qui vont essaimer dans la galaxie afin de créer des lignées génétiques particulières. Cet ordre deviendra le Bene Gesserit. Elle conçoit un enfant avec Mohandas Suk puis elle lui dévoile son nouveau destin lié à Rossak. Mohandas décide de rassembler et de former les plus talentueux chercheurs et docteurs afin de venir en aide à l'humanité face à tous les fléaux qu'elle sera amenée à affronter. Cette organisation médicale deviendra l'École Suk.
Norma Cenva, dans sa recherche constante d'une solution pour rendre plus sûrs les voyages à travers l'espace plissé, s'immerge dans un environnement saturé en gaz d'épice. Son corps s'atrophie alors que son crâne augmente de volume mais elle acquiert un don de prescience lui permettant de prédire la route la plus sûre à emprunter lors du voyage dans l'espace plissé. Elle devient ainsi la première navigatrice de la Guilde spatiale.
Vorian Atréides, après la fin de la menace des Titans, décide de s'attaquer au dernier Omnius sur Corrin. Il met en place une énorme flotte dont il prend le commandement, secondé par Abulurd Butler Harkonnen. Sur place, Omnius, conseillé par Érasme, fait monter deux millions d'esclaves humains dans des vaisseaux qu'il place en orbite puis Érasme prévient la flotte humaine qu'un système d'autodestruction a été installé sur ces vaisseaux, lié au passage d'une flotte humaine à travers le réseau de satellites brouilleurs. Érasme demande ensuite à Gilbertus Albans de se faire passer pour un esclave humain dans le cas où la flotte choisirait quand même d'attaquer, afin de préserver sa vie, et il lui conseille d'apprendre plus tard à d'autres êtres humains à penser plus efficacement. Gilbertus Albans deviendra ensuite le premier Mentat. Vorian Atréides décide quand même d'attaquer, quoi qu'il advienne, mais Abulurd refuse et désactive le système d'armement des vaisseaux de la flotte humaine. Les humains parviennent quand même à vaincre les machines pensantes et à détruire le dernier Omnius. Après la victoire, Abulurd est accusé de lâcheté par Vorian Atréides puis démis de ses fonctions et banni de la Ligue des Nobles. Après qu'Abulurd ait été condamné à l'exil sur Lankeveil, son épouse et ses enfants se mirent à fantasmer sur les biens dont sa famille avait été dépouillée. Des décennies plus tard, Abulurd et son épouse moururent ensemble d'une fièvre qui décimait le village. Les fils d'Abulurd accusèrent les Atréides d'en être responsables, marquant ainsi le début de la querelle entre la Maison Atréides et la Maison Harkonnen.
Sur Salusa Secundus, Yorek Thurr tente de convaincre le Grand Patriarche Xander Boro-Ginjo, petit-fils d'Iblis Ginjo, de lui laisser sa place. Ce dernier refuse et Yorek le tue. Faykan Butler, le Vice-Roi, ne nomme pas de successeur, prétextant que les candidats potentiels pourraient être à l'origine du décès du Grand Patriarche et qu'il faut attendre le résultat de l'enquête officielle. Il prend plus tard lui-même le titre de Grand Patriarche et abandonne son nom pour celui de Corrino, afin de lier son rôle politique à la victoire lors de la bataille de Corrin. Il annonce qu'il va créer un nouvel empire, dont il deviendra le premier empereur.
Sur Arrakis, la tribu autochtone de Zensunni se sépare en deux : une faction traditionaliste dirigée par Ishmaël selon les préceptes de Selim et une autre plus moderniste dirigée par El'hiim, le beau-fils d'Ishmaël. La faction traditionaliste deviendra le peuple des Fremen.

## Éditions
- The Battle of Corrin, Tor Books, 17 août 2004, 620 p.  (ISBN 0-765-30159-8)
- La Bataille de Corrin, Robert Laffont, coll. « Ailleurs et Demain », 6 mai 2005, trad. Michel Demuth, 648 p.  (ISBN 2-221-09853-6)
- La Bataille de Corrin, Pocket, coll. « Science-fiction » no 7008, 16 avril 2009, trad. Michel Demuth, 768 p.  (ISBN 978-2-266-19215-6)